# Consistórios de Inocêncio XI
O Papa Inocêncio XI (1676–1689) criou quarenta e três novos cardeais em dois consistórios:

## 1 de setembro de 1681
1. Giambattista Spinola  † 4 de janeiro de 1704
2. Antonio Pignatelli (Futuro Papa Inocêncio XII) † 27 de setembro de 1700
3. Stefano Brancaccio † 8 de setembro de 1682
4. Stefano Agostini † 21 de março de 1683
5. Francesco Buonvisi † 25 de agosto de 1700
6. Savo Millini † 10 de fevereiro 1701
7. Federico Visconti † 7 de janeiro de 1693
8. Marco Galli † 24 de julho de 1683
9. Flaminio Taja † 5 de outubro de 1682
10. Raimondo Capizucchi , OP, † 22 de abril 1691
11. Giovanni Battista De Luca  † 5 de fevereiro de 1683
12. Francesco Lorenzo Brancati de Lauria, OFMConv.  † 30 de novembro de 1693
13. Urbano Sacchetti † 6 de abril de 1705
14. Gianfrancesco Ginetti † 18 de setembro de 1691
15. Benedetto Pamphili † 22 de março de 1730
16. Michelangelo Ricci † 12 de maio de 1682

## 2 de setembro de 1686
1. Giacomo de Angelis † 15 de setembro de 1695
2. Opizio Pallavicini † 11 de fevereiro de 1700
3. Ângelo Maria Ranuzzi † 27 de setembro de 1689
4. Maximilian Gandolph von Künburg † 3 de maio de 1687
5. Veríssimo de Lencastre † 12 de dezembro de 1692
6. Marcello Durazzo † 27 de abril de 1710
7. Orazio Mattei † 18 de janeiro de 1688
8. Marcantonio Barbarigo † 26 de maio de 1706
9. Carlo Stefano Anastasio Ciceri † 24 de junho de 1694
10. Leopold Karl von Kollonitsch † 20 de janeiro de 1707
11. Etienne Le Camus † 12 de setembro de 1707
12. Johannes von Goes † 19 de outubro de 1696
13. Augustyn Michał Stefan Radziejowski † 11 de outubro de 1705
14. Pier Matteo Petrucci, Orat. † 5 de julho de 1701
15. Pedro de Salazar Gutiérrez de Toledo † 15 de agosto de 1706
16. Wilhelm Egon von Fürstenberg † 9 de abril de 1704
17. Jan Kazimierz Denhoff † 20 de junho de 1697
18. José Saenz d'Aguirre, OSB † 19 de agosto de 1699
19. Leandro Colloredo, Orat.  † 11 de janeiro de 1709
20. Fortunato Ilario Carafa della Spina  † 16 de janeiro de 1697
21. Domenico Maria Corsi  † 6 de novembro de 1697
22. Giovanni Francesco Negroni  † 1 de janeiro de 1713
23. Fulvio Astalli † 14 Janeiro de 1721
24. Gasparo Cavalieri † 17 de agosto de 1690
25. Johannes Walter Sluse † 7 de julho de 1687
26. Francisco Maria de Médici † 3 de fevereiro de 1711
27. Rinaldo d'Este † 22 de outubro de 1737